# 帕特里
帕特里（Pathri），是印度马哈拉施特拉邦Parbhani县的一个城镇。总人口31997（2001年）。

## 人口
该地2001年总人口31997人，其中男性16467人，女性15530人；0—6岁人口5112人，其中男2630人，女2482人；识字率60.93%，其中男性为68.71%，女性为52.67%。